# Attheyella horvathi
Attheyella horvathi är en kräftdjursart som först beskrevs av Claude Chappuis 1924.  Attheyella horvathi ingår i släktet Attheyella och familjen Canthocamptidae. Inga underarter finns listade i Catalogue of Life.